# Bruno Collet
Pour les articles homonymes, voir Collet.
Bruno Collet, né en 1965 à Saint-Brieuc, est un réalisateur français.

## Biographie
En 1990, Bruno Collet obtient le Diplôme National Supérieur d'Arts Plastiques aux Beaux Arts de Rennes. Il commence alors à travailler comme assistant photographe, puis comme décorateur sur de nombreux films, séries et vidéos-musiques en volume animé. En 1998, il réalise la série courte Avoir un bon copain pour Canal+. En 2001, son premier court-métrage Le Dos au Mur est sélectionné, puis primé à la Semaine de la Critique au Festival de Cannes.
Les tournages de séries et de films en stop Motion se multiplient. Calypso is like so, film hommage à l’acteur Robert Mitchum, est remarqué par Turner Classic Movie, qui lui commande Rest in Peace, une mini série humoristique mettant en scène les déboires d’un psycho-killer cinéphile. En 2007, Bruno Collet réalise Le Jour de Gloire, une vision onirique de l’horreur des tranchées durant première Guerre mondiale. En 2009, il réalise Le petit Dragon. 
En 2011, le Forum des Images lui propose une carte blanche tandis que le festival belge Anima programme une rétrospective de ses courts métrages. La même année, le Festival national du film d’animation présente La main au COLLET, une exposition sur ses courts métrage. En 2014, il réalise la bande annonce officielle (en stop motion) du Festival International du Film d’Animation d’Annecy.En janvier 2020, son film Mémorable est nommé aux Oscars.

## Filmographie

### Courts métrages
- 2001 : Le Dos au mur
- 2003 : Calypso is like so
- 2007 : Le Jour de gloire...
- 2009 : Le Petit Dragon
- 2012 : Son Indochine
- 2019 : Mémorable

### Séries
- 1999 : Avoir un bon copain
- 2004 : Rest in Peace ou RIP
- 2005 : La Tête dans le guidon
- 2007 : La Tête dans les flocons
- 2012 : Petits Joueurs

## Distinctions

### Récompenses
- Festival de Montmirail 2022 : prix du jury, prix du jury lycéen et prix du public pour Mémorable
- Festival du court métrage de Clermont-Ferrand 2020 : prix du public et prix des effets visuels pour Mémorable
- VOID Copenhague 2020 : prix du public pour Mémorable
- Flickerfest (en) Sidney 2020 : meilleur court métrage international d'animation pour Mémorable
- Festival International du Film d'Animation d'Annecy 2019 : Cristal du court métrage, prix du public et prix du jury junior pour un court métrage pour Mémorable

- Anima Mundi 2019 : prix du jury de la meilleure direction artistique, prix du public du meilleur court métrage pour Mémorable
- Festival Stop Motion de Montréal 2019 : prix du public pour Mémorable
- COLCOA L.A 2019 : meilleur court métrage d'animation pour Mémorable

- BIAF 2019 : prix du public and AniB's choice prize du meilleur court métrage international pour Mémorable
- Rhode Island International Film Festival 2013 : meilleur film d'animation pour Son Indochine
- Festival International du Film de Comédie de l'Alpe d'Huez 2010 : prix du court métrage pour Le Petit Dragon

- Anima Bruxelles 2010 : prix du public du meilleur court métrage pour Le Petit Dragon
- Festival de Cinéma Fantastique de Stiges 2009 : meilleur court métrage d'animation pour Le Petit Dragon
- Festival du Film Fantastique de Neuchâtel 2009 : meilleur court métrage et prix du Studio Taurus pour Le Petit Dragon

- Festival de Grenoble 2008 : prix de la presse pour Le Jour de gloire...
- Les Nuits Magiques 2008 : prix du public pour Le Jour de gloire...
- Semaine Internationale de la Critique de Cannes 2001 : prix jeune critique et petit rail d'or pour Calypso is like so
- Festival du Court Métrage Français de New York 2001 : prix du meilleur réalisateur pour Bruno Collet
- Festival de Montmirail 2022 : prix du jury, prix du jury lycéen et prix du public pour Mémorable

### Nominations
- Oscars 2020 : Mémorable est nommé pour l'Oscar du meilleur court métrage d'animation